# Stettler (Patrizierfamilie)

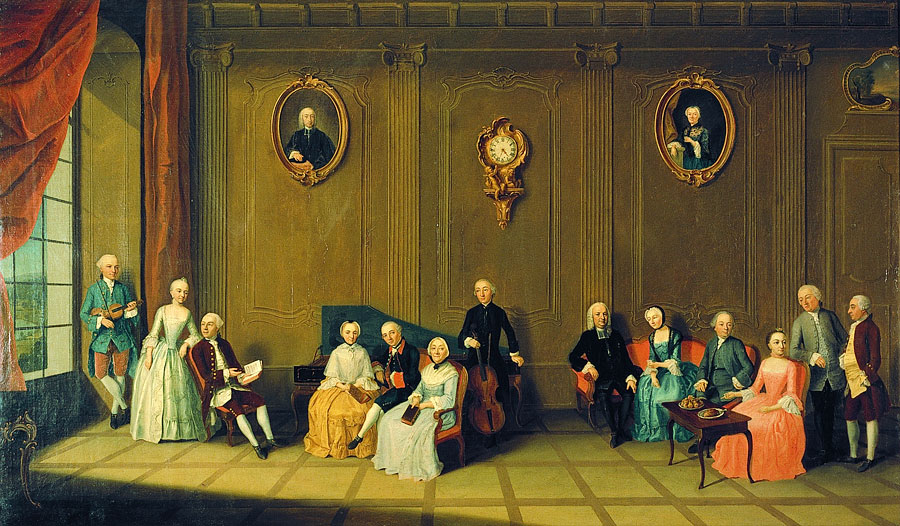
Bildnis der Familie des Johann Rudolf Stettler (1696–1757), Johann Ludwig Aberli (um 1755)

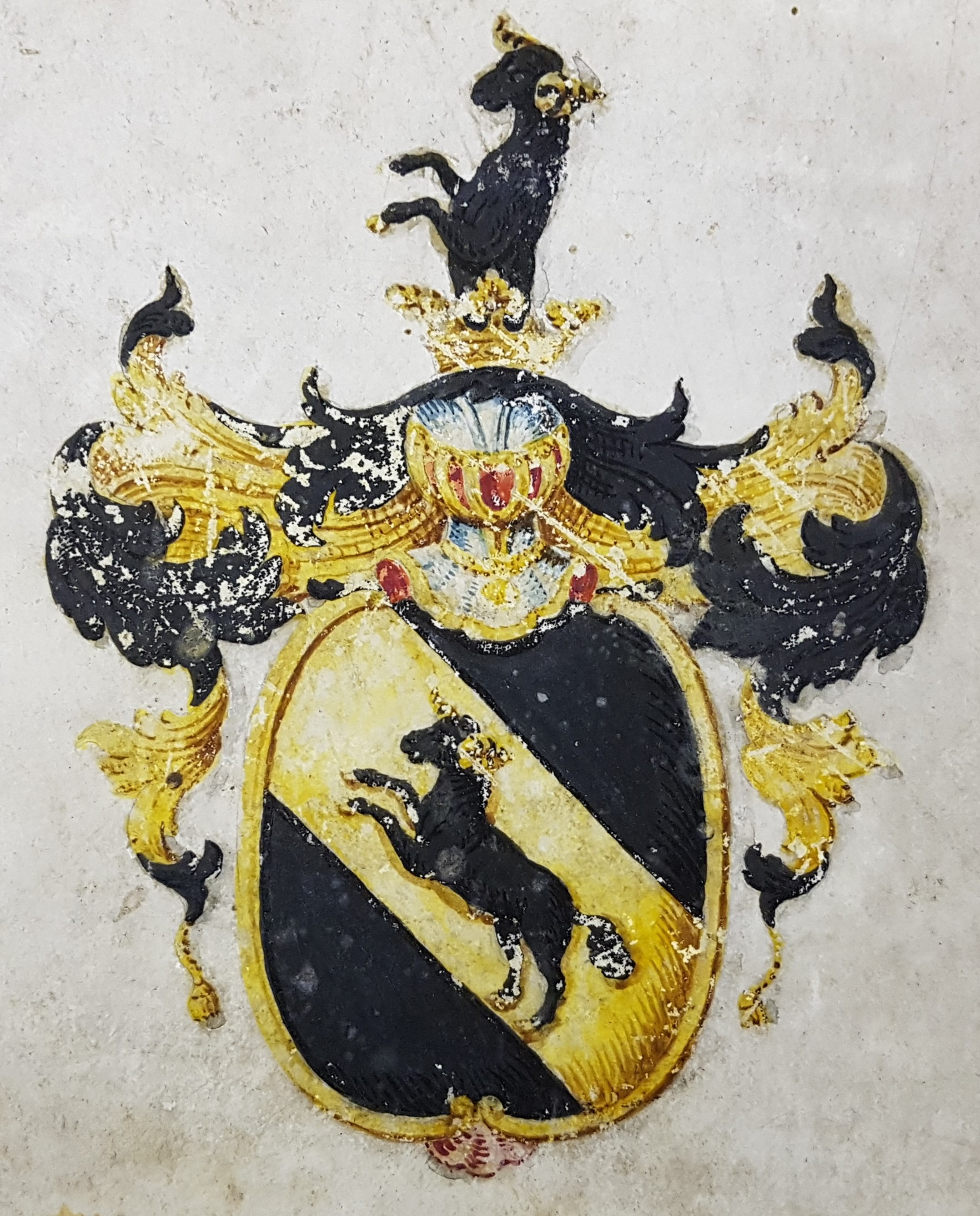
Wappen Stettler (1796)

Die Familie Stettler ist eine Berner Patrizierfamilie, welche seit dem 16. Jahrhundert das Burgerrecht der Stadt Bern besitzt und heute der Gesellschaft zu Ober-Gerwern angehört.

## Personen
- Michael Stettler (1580–1641/42), Berner Chronist
- Wilhelm Stettler (1643–1708), Maler, Zeichner und Schriftsteller
- Albrecht Friedrich Stettler (1796–1849), Rechtswissenschaftler, Hochschullehrer und Politiker
- Karl Stettler-von Rodt (1802–1870), Theologe
- Eugen Stettler (1840–1913), Architekt
- Martha Stettler (1870–1945), Malerin
- Willy Stettler (1877–1949), Architekt
- Eduard Stettler (1880–1940), Jurist
- Michael Stettler (1913–2003), Architekt, Kunsthistoriker und Schriftsteller
- Rudolf Stettler (1926–2021), Jurist, Diplomat[1]
- Therese Bhattacharya–Stettler, Kunsthistorikerin, Kuratorin am Kunstmuseum Bern